# Arthur Farh
Arthur Farh (ur. 12 czerwca 1972 w Monrovii) – liberyjski piłkarz występujący na pozycji pomocnika.

## Kariera klubowa
Farh karierę rozpoczynał w 1990 roku w rezerwach francuskiego Olympique Marsylia, grających w trzeciej lidze. W 1991 roku odszedł do czwartoligowych rezerw FC Istres. Z kolei 1992 roku został zawodnikiem drugoligowego Stade Rennais. Spędził tam sezon 1992/1993, a potem odszedł do czwartoligowego Olympique Grenoble. Grał tam do 1995 roku.
Następnie Farh występował w Niemczech w zespołach Regionalligi – Stuttgarter Kickers, FC 08 Homburg oraz SV Wilhelmshaven, gdzie w 2001 roku zakończył karierę.

## Kariera reprezentacyjna
W reprezentacji Liberii Farh zadebiutował w 1988 roku. W 1996 roku został powołany do kadry na Puchar Narodów Afryki. Nie zagrał jednak na nim w żadnym meczu, a Liberia zakończyła turniej na fazie grupowej. Od 1988 do 1996 roku wystąpił w kadrze narodowej 8 razy.